# Juliet
„Juliet“ je první singl brněnské progressive rockové skupiny Futurum. Vydán byl v roce 1984 (viz 1984 v hudbě).
Singl nepochází z žádného studiového alba. Obě skladby na singlu napsal klávesista, zpěvák a lídr skupina Romana Dragouna, ke kterým přidala text básnířka Soňa Smetanová. Na A straně se nachází skladba „Juliet“, B stranu singlu zabírá píseň „Po kapkách“.
Skladba „Juliet“ vyšla v roce 1984 také na sampleru Gong 11. Na CD byla společně se skladbou „Po kapkách“ vydána na kompilaci Ostrov Země/Jedinečná šance v roce 2005 a následně roku 2009 i na reedici alba Ostrov Země.

## Seznam skladeb
1. „Juliet“ (Dragoun/Smetanová) – 4:34
2. „Po kapkách“ (Dragoun/Smetanová) – 4:27

## Obsazení
- Futurum
  - Miloš Morávek – elektrická kytara
  - Emil Kopřiva – elektrická kytara, baskytara
  - Roman Dragoun – klávesy, zpěv
  - Jan Seidl – bicí